# Colubrina
Genre
Classification phylogénétique
Synonymes
- Hybosperma Urb.[3],[4]

Colubrina est un genre de plantes à fleurs de la famille des Rhamnaceae. Il compte environ 30 espèces originaires des régions tempérées chaudes et tropicales d'Afrique, des Amériques, de l'Asie du Sud, du nord de l'Australie et des îles de l'océan Indien. 
Plusieurs noms vernaculaires sont attribués à ce genre et ses espèces : bois nu, bois de serpent, cœur vert et le hogplum.
Le genre est au moins en partie un taxon poubelle dont la révision entraînera probablement le changement de nom d'un certain nombre d'espèces en différents genres.
Colubrina asiatica, originaire d'Asie tropicale, d'Afrique orientale et du nord de l'Australie, est devenue une espèce envahissante en Floride.

## Étymologie
Le nom générique est dérivé du mot latin coluber, qui signifie « serpent », et fait référence aux tiges ou étamines ressemblant à des serpents.

## Description
Les espèces de ce genre vont des buissons à des arbustes voire des arbres de 1 à 10 mètres de hauteur, ayant des feuilles simples de forme ovale. Les fleurs sont petites, blanc verdâtre ou jaunâtre. Le fruit est une capsule contenant trois graines.

## Écologie
Les espèces de Colubrina sont utilisées comme plantes alimentaires par les larves de certaines espèces de lépidoptères dont Bucculatrix kendalli qui se nourrit exclusivement de C. texensis.

## Utilisations
Dans les Caraïbes, les feuilles et / ou les fruits et, dans certains cas, l'écorce de certaines espèces sont utilisés pour produire une boisson gazeuse appelée mauby.

## Liste d'espèces
Selon Catalogue of Life (22 août 2020) :
- Colubrina acunae B. P. Kitanov
- Colubrina alluaudii (H. Perrier) Capuron
- Colubrina amazonica W. Palacios
- Colubrina angustior (M. C. Johnst.) G. L. Nesom
- Colubrina arborescens (P. Mill.) Sarg.
- Colubrina articulata (Capuron) E. Figueiredo
- Colubrina asiatica (en) (L.) Brongn.
- Colubrina beccariana (en) Warb.
- Colubrina berteroana Urb.
- Colubrina californica (en) I. M. Johnst.
- Colubrina celtidifolia (Cham. & Schltdl.) Schltdl.
- Colubrina cordifolia Reiss.
- Colubrina cubensis (Jacq.) Brongn.
- Colubrina decipiens (Baill.) Capuron
- Colubrina ehrenbergii Schltdl.
- Colubrina elliptica (en) (Sw.) Briz. & W. L. Stern
- Colubrina faralaotra (H. Perrier) Capuron
- Colubrina glandulosa Perkins
- Colubrina greggii (en) S. Wats.
- Colubrina heteroneura (Griseb.) Standl.
- Colubrina humbertii (H. Perrier) Capuron
- Colubrina javanica Miq.
- Colubrina johnstonii T. Wendt
- Colubrina macrocarpa G. Don
- Colubrina nicholsonii (en) A. E. van Wyk & B. D. Schrire
- Colubrina obscura (Schrank) M. C & Johnston
- Colubrina oppositifolia (en) Brongn. ex H. Mann
- Colubrina pedunculata (en) Baker fil.
- Colubrina retusa (Pittier) R. S. Cowan
- Colubrina sordida M. C. Johnst.
- Colubrina spinosa (Vell.) Donn. Sm.
- Colubrina stricta Engelm.
- Colubrina texensis (Torr. & Gray) Gray
- Colubrina travancorica Bedd.
- Colubrina triflora Brongn.
- Colubrina verrucosa (Urb.) M. C. Johnston
- Colubrina viridis (M. E. Jones) M. C. Johnst.
- Colubrina yucatanensis (M. C. Johnst.) G. L. Nesom

Selon ITIS (22 août 2020) :
- Colubrina arborescens (Mill.) Sarg.
- Colubrina asiatica (L.) Brongn.
- Colubrina californica I.M. Johnst.
- Colubrina cubensis (Jacq.) Brongn.
- Colubrina elliptica (Sw.) Brizicky
- Colubrina glandulosa Perkins
- Colubrina greggii S. Watson
- Colubrina oppositifolia Brongn. ex H. Mann
- Colubrina stricta Engelm. ex M.C. Johnst.
- Colubrina texensis (Torr. & A. Gray) A. Gray
- Colubrina verrucosa (Urb.) M.C. Johnst.

NCBI (22 août 2020) ajoute 4 espèces à la liste ITIS :
- Colubrina javanica Miq.
- Colubrina reclinata (L'Her.) Brongn.
- Colubrina spinosa Donn.Sm.
- Colubrina triflora Brongn. ex G.Don